# کالدول غربی (نیوجرسی)
کالدول غربی (به انگلیسی: West Caldwell) شهری در ایالت نیوجرسی کشور ایالات متحده آمریکا است که جمعیت آن در سرشماری سال ۲۰۱۰ میلادی، ۱۰٬۷۵۹ نفر بوده‌است.